# Slavkovce
Slavkovce est un village de Slovaquie situé dans la région de Košice.

## Histoire
Première mention écrite du village en 1315.

## Démographie

### Évolution de la population
| Année:               | 1994. | 2004.    | 2014.    | 2024.   |
| -------------------- | ----- | -------- | -------- | ------- |
| Nombre de personnes: | 513   | 609      | 674      | 739     |
| Différence:          |       | +18,71 % | +10,67 % | +9,64 % |

| Année:               | 2023. | 2024.   |
| -------------------- | ----- | ------- |
| Nombre de personnes: | 728   | 739     |
| Différence:          |       | +1,51 % |

## Politique
| Nom            | Parti politique | Date de l'élection | Fin du mandat |
| -------------- | --------------- | ------------------ | ------------- |
| Mária Brejdová | SDKÚ-DS         | 02.12.2006         | Déc. 2010     |